# Mondo erotico
Mondo erotico è un film italiano del 1973 diretto da Filippo Walter Ratti.